# 2019년 UEFA 네이션스리그 결선 토너먼트
2019년 UEFA 네이션스리그 결선 토너먼트(2019 UEFA Nations League Finals)는 2018-19년 UEFA 네이션스리그의 결선 토너먼트이자 UEFA 네이션스리그의 1번째 결선 토너먼트이다. 2019년 6월 5일부터 6월 9일까지 포르투갈에서 개최되었으며, 준결승전, 3·4위전, 결승전으로 구성되었다.
2018-19년 UEFA 네이션스리그의 1부 리그에 해당하는 2018-19년 UEFA 네이션스리그 A에서 각 조 1위를 차지한 4개 팀이 참가한다. 2019년 UEFA 네이션스리그 결선 토너먼트에서 우승한 팀은 2018-19년 UEFA 네이션스리그의 우승 팀이 된다.

## 규칙
UEFA 네이션스리그 결선 토너먼트의 모든 경기는 단판 승부 형식으로 진행된다. 양 팀이 정규 시간 90분(전반 45분, 후반 45분)이 끝난 상황에서 동점으로 끝난 경우에는 연장전(전반 15분, 후반 15분)을 실시한다. 연장전에서도 양 팀이 동점으로 끝난 경우에는 승부차기를 통해 승리 팀을 결정한다.
선수 교체는 한 팀당 최대 3명까지 가능하지만 연장전에 들어간 경우에는 최대 4명까지 교체할 수 있다. 결선 토너먼트의 모든 경기에서는 골라인 판독 기술, 비디오 판독 기술(비디오 어시스턴트 레프리, VAR)이 사용된다.

## 참가 팀
2018-19년 UEFA 네이션스리그 A에서 각 조 1위를 차지한 4개 팀은 2019년 UEFA 네이션스리그 결선 토너먼트에 진출한다.
| 팀                | 본선 진출 경로 | 본선 진출 날짜   | 과거 출전 대회 |
| ----------------- | -------------- | ---------------- | -------------- |
| 네덜란드          | 리그 A 1조 1위 | 2018년 11월 19일 | 첫 출전        |
| 스위스            | 리그 A 2조 1위 | 2018년 11월 18일 | 첫 출전        |
| 포르투갈 (개최국) | 리그 A 3조 1위 | 2018년 11월 17일 | 첫 출전        |
| 잉글랜드          | 리그 A 4조 1위 | 2018년 11월 18일 | 첫 출전        |

## 개최국 선정
UEFA 네이션스리그 결선 토너먼트 유치 자격은 리그 A에 참가한 팀들에게만 주어지며 결선 토너먼트에 진출한 4개 팀들 가운데 1개 팀에게만 개최 자격이 부여된다. UEFA 네이션스리그 결선 토너먼트의 모든 경기는 2개의 경기장에서 개최되는데 각 경기장의 수용 인원은 최소 30,000명 이상이어야 한다. 또한 각 경기장은 같은 개최 도시 안에 있거나 최대 약 150km 정도 떨어져 있어야 한다.
유럽 축구 연맹(UEFA)은 2018년 3월 9일에 마감 시한 이전까지 이탈리아, 폴란드, 포르투갈이 2019년 UEFA 네이션스리그 결선 토너먼트 유치를 신청했다고 밝혔다. 2018년 8월 31일에는 결선 토너먼트 유치와 관련된 서류 제출이 마감되었다. 이탈리아, 폴란드, 포르투갈 3개 팀은 모두 리그 A 3조에 편성되어 있는데 리그 A 3조에서 1위를 차지한 팀은 2019년 UEFA 네이션스리그 결선 토너먼트를 개최할 자격을 받게 된다. UEFA 네이션스리그 결선 토너먼트를 유치하려는 회원국의 축구 협회는 UEFA의 요구 사항을 충족하는 유치 신청서를 제출해야 한다.
폴란드가 2018년 10월 14일에 리그 A 3조에서 3위를 기록하여 리그 B로 강등이 확정됨에 따라 이탈리아, 포르투갈이 잠재적인 결선 토너먼트 개최국이 되었다. 포르투갈은 2018년 11월 17일에 리그 A 3조 1위를 확정지으면서 결선 토너먼트에 진출했다. UEFA 집행위원회는 2018년 12월 3일에 열린 회의에서 포르투갈을 2019년 UEFA 네이션스리그 결선 토너먼트 개최국으로 선정했다.

## 개최 도시 및 경기장
| 포르투               | 기마랑이스                    |
| -------------------- | ----------------------------- |
| 이스타디우 두 드라강 | 이스타디우 D. 아폰수 엔히크스 |
| 수용 인원: 50,033명  | 수용 인원: 30,000명           |
|                      |                               |

## 대진표
2019년 UEFA 네이션스리그 대진 추첨은 2018년 12월 3일 아일랜드 더블린에서 진행되었다.
|  | 준결승전             | 준결승전 |                  |   | 결승전 | 결승전 |
|  |                      |          |                  |   |        |        |
|  | 6월 5일 - 포르투     |          |                  |   |        |        |
|  |                      |          |                  |   |        |        |
|  | 포르투갈             | 3        |                  |   |        |        |
|  | 포르투갈             | 3        | 6월 9일 - 포르투 |   |        |        |
|  | 스위스               | 1        |                  |   |        |        |
|  | 스위스               | 1        | 포르투갈         | 1 |        |        |
|  | 6월 6일 - 기마랑이스 |          | 포르투갈         | 1 |        |        |
|  |                      | 네덜란드 | 0                |   |        |        |
|  | 네덜란드 (a.e.t.)    | 네덜란드 | 0                | 3 |        |        |
|  | 네덜란드 (a.e.t.)    |          |                  | 3 |        |        |
|  | 잉글랜드             | 1        |                  |   |        |        |
|  | 잉글랜드             | 1        | 3위 결정전       |   |        |        |
|  |                      |          |                  |   |        |        |
|  | 6월 9일 - 기마랑이스 |          |                  |   |        |        |
|  |                      |          |                  |   |        |        |
|  | 스위스               | 0 (5)    |                  |   |        |        |
|  | 스위스               | 0 (5)    |                  |   |        |        |
|  | 잉글랜드 (p)         | 0 (6)    |                  |   |        |        |

### 준결승전
| 포르투갈             | 3 - 1  | 스위스                  |
| -------------------- | ------ | ----------------------- |
| 호날두 25′, 88′, 90′ | 리포트 | 로드리게스 57′ (페널티) |

| 네덜란드                                        | 3 - 1 (연) | 잉글랜드              |
| ----------------------------------------------- | ---------- | --------------------- |
| 더 리트 73′ · 워커 97′ (자책골) · 프로머스 114′ | 리포트     | 래시퍼드 32′ (페널티) |

### 3·4위전
| 스위스                                          | 0 - 0 (연) | 잉글랜드                                            |
| ----------------------------------------------- | ---------- | --------------------------------------------------- |
|                                                 | 리포트     |                                                     |
| 승부차기                                        |            |                                                     |
| 추버 · 자카 · 아칸지 · 음바부 · 셰어 · 드르미치 | 5 - 6      | 매과이어 · 바클리 · 산초 · 스털링 · 픽퍼드 · 다이어 |

### 결승전
| 포르투갈   | 1 - 0  | 네덜란드 |
| ---------- | ------ | -------- |
| 게데스 60′ | 리포트 |          |

## 우승
| UEFA 네이션스리그 우승                                          |
| --------------------------------------------------------------- |
| 포르투갈                                                        |
| 2016년 UEFA 유럽 축구 선수권 대회 · 2018-19년 UEFA 네이션스리그 |
| 초대 네이션스리그 챔피언 (1회 우승)                             |
| 2019년                                                          |